# Dummy, el Brujo de Sible Hedingham
Dummy, el Brujo de Sible Hedingham (c. 1788 – 4 de septiembre de 1863) fue el apodo de un hombre anciano de identidad desconocida que fue una de las últimas personas acusadas de brujería en Inglaterra, en pleno siglo XIX. Falleció después de ser golpeado y arrojado a un río por una turba borracha.
Residente desde hacía largo tiempo de Sible Hedingham, Essex, un pequeño pueblo agrícola en la campiña inglesa, era un sordomudo que se ganaba la vida como adivino. En septiembre de 1863, Dummy fue acusado por Emma Smith de Ridgewell de 'maldecirla' con una enfermedad, y fue arrastrado afuera de la taberna The Swan por una turba borracha. Le ordenaron 'retirar la maldición'. Como Dummy no lo hizo, fue lanzado a un riachuelo cercano como "prueba del agua", siendo también severamente golpeado con palos antes de finalmente ser llevado a una workhouse en Halstead donde falleció de neumonía. 
Luego de una investigación por las autoridades, Emma Smith y Samuel Stammers, que era un maestro carpintero y también amigo de Smith, fueron acusados de "haber agredido ilegalmente a un anciano francés comúnmente llamado Dummy, causando así su muerte." (La idea de que Dummy era francés era general entre los lugareños, pero parece haber habido pocas pruebas de que fuera así realmente). Fueron juzgados en el tribunal de Chelmsford, donde el 8 de marzo de 1864 fueron sentenciados a seis meses de trabajos forzados.